# Type 12 SNCB
Ne doit pas être confondu avec les locomotives à vapeur des Types 12 et 12bis (1888) ainsi que les locomotives électriques de la Série 12 SNCB
La Type 12 des chemins de fer belges (SNCB) est une locomotive à vapeur carénée rapide de type Atlantic mise en service en 1939 et prévue pour tracter des trains courts sur le trajet entre Bruxelles et Ostende à 120 km/h de vitesse commerciale.

## Caractéristiques
Conçue par l'ingénieur Raoul Notesse (nl) à partir d'une 222 de la Canadian Pacific Railways, elle est une des locomotives les plus rapides de son temps. Elle est construite par la société belge Cockerill de Seraing.
Elle est faite pour tracter des trains courts (seulement trois voitures) sur le trajet de 124 kilomètres entre Bruxelles et Ostende à 120 km/h de vitesse commerciale, soit des pointes à 140 km/h.
Cette locomotive est quasi intégralement carénée, avec une ouverture pour accéder aux cylindres et à l'embiellage. Les cylindres n'étaient pas extérieurs, mais au contraire disposés entre les longerons du châssis. Cela supprimait des mouvements parasites à certaines vitesses au prix d'une accessibilité moindre.
En cours d'essais, une de ces locomotives a atteint 160 km/h.

## Histoire
En service depuis 1939, les dernières locomotives du type 12 (12.001, 12.002, 12.003 et 12.004) furent mises hors-service le 27 septembre 1962.
Le 12 juin 1939, un train avec une locomotive de ce type obtient le ruban bleu des trains à vapeur réguliers de voyageurs pour avoir parcouru les 92,4 km de Bruxelles à Bruges en 46 minutes, soit à une vitesse moyenne de 120,5 km/h.
Le 2 et 3 septembre 1944, la 1202 et ses cheminots s'illustreront dans l'épisode du « Train fantôme »,. L'occupant avait rassemblé 1 500 prisonniers destinés aux camps d'extermination mais le personnel de la SNCB fit preuve de nombreux actes de sabotage et de résistance passive de sorte que le convoi n'alla pas plus loin que Malines avant de revenir à Bruxelles, quelques heures avant l'arrivée des Anglais. La 1202, pratiquement incapable de remorquer une trentaine de wagons, avait été délibérément choisie par les cheminots de Forest-Midi qui avaient pris soin de saboter ses sablières.

## Locomotive préservée
Sur les six locomotives produites, seule la 12.004 a été conservée. Elle fut restaurée et remise en ligne pour le 150e anniversaire de la SNCB en 1985 mais a subi une avarie et jugée irréparable. Elle a été préservée jusqu'en 2013 dans la remise-musée de Louvain, fut restaurée à Liège et est exposée depuis septembre 2015 à Train World, le musée des chemins de fer à Schaerbeek.

## Hommage
François Schuiten, auteur de bande dessinée, fait de cette locomotive le thème central de son album La Douce publié en 2012.

Galerie d'images
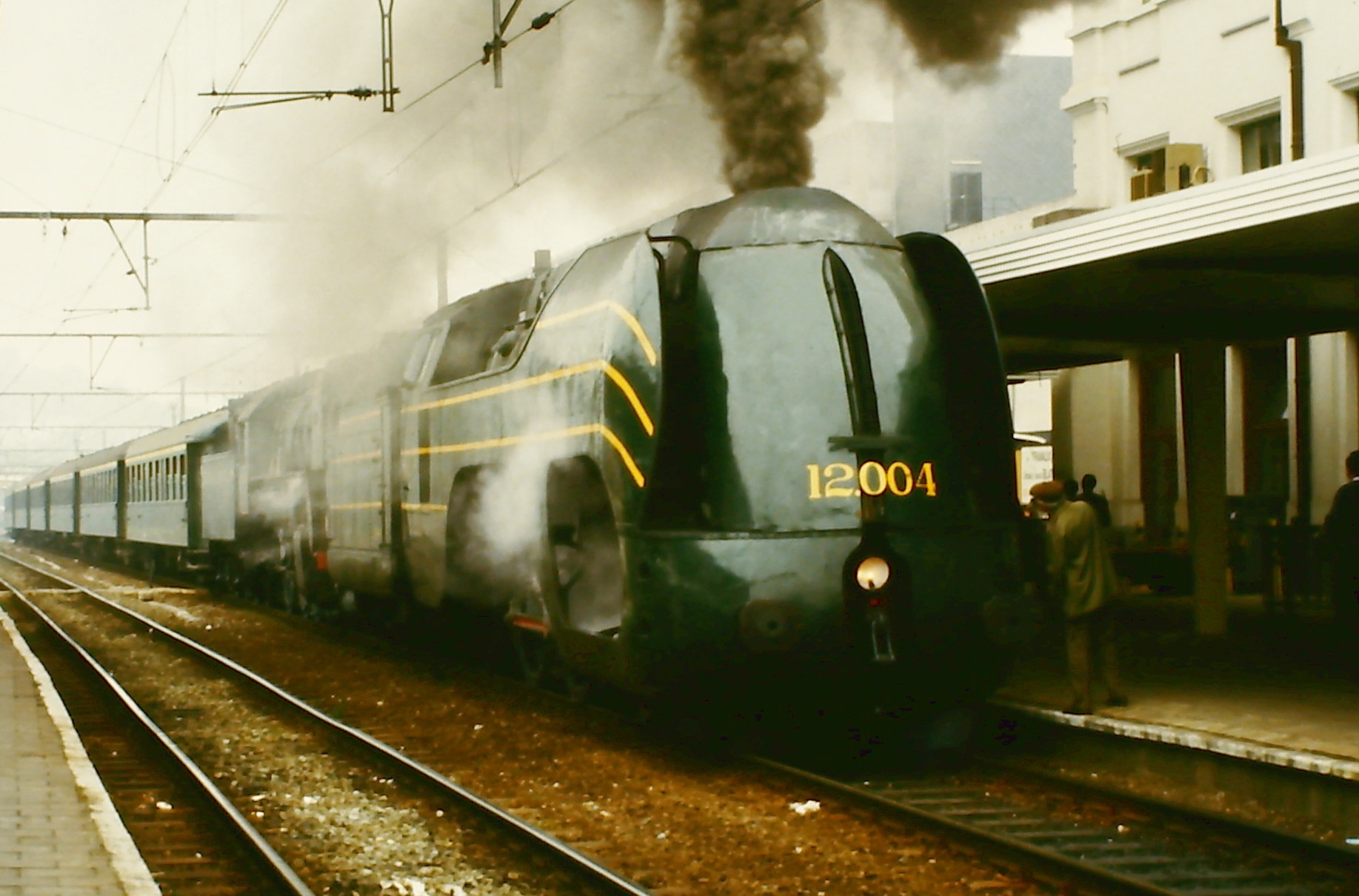
12.004 à la gare de Namur en 1986.
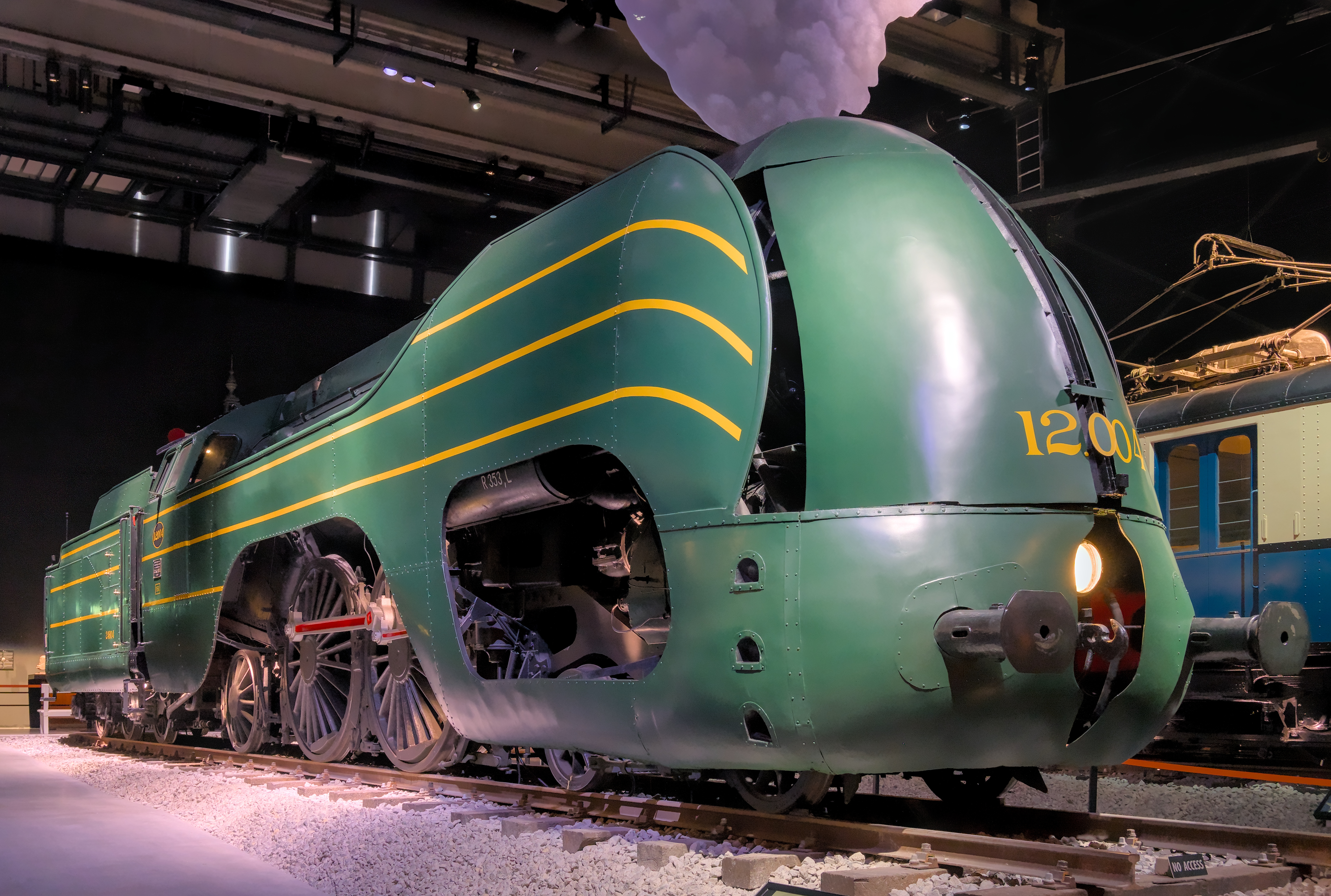
Au musée Train World.
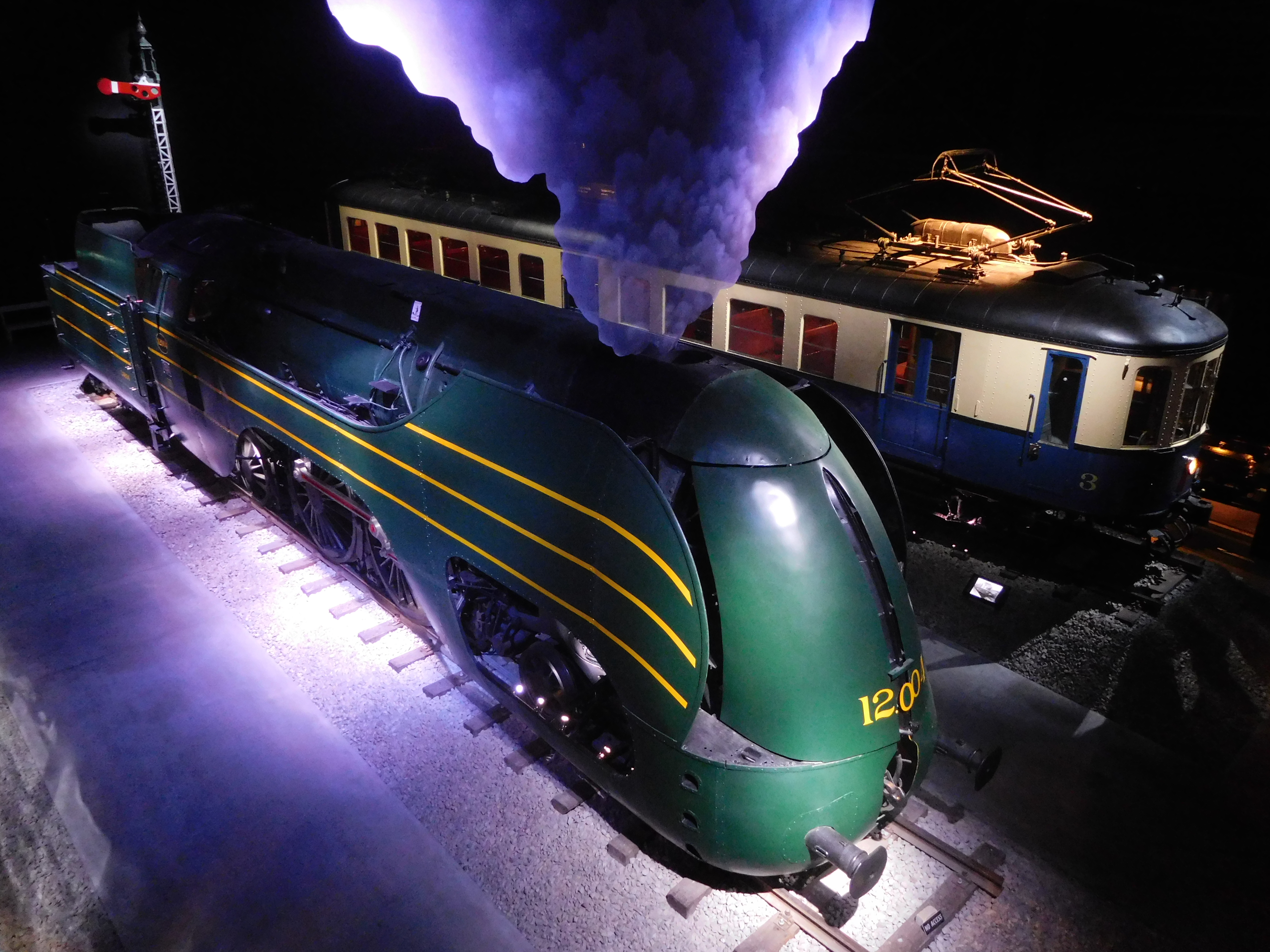
Vue depuis la coursive du musée.